# Estadio Antônio Accioly
El Estadio Antônio Accioly también conocido como Castelo do Dragão es un estadio de fútbol ubicado en la ciudad de Goiânia, estado de Goiás en Brasil, el recinto fue reinaugurado el 18 de agosto de 2018 y posee una capacidad para 12.500 espectadores. Alberga los partidos del Atlético Clube Goianiense en el Campeonato Goiano y en el Campeonato Brasileño de Serie A.
El estadio lleva el nombre de Antônio Accioly primer presidente del Atlético Goianiense en 1937, quien consiguió el terreno para la construcción del estadio del club.
Para comienzos de los años 2000 el club casi se sumió en la bancarrota y el estadio cayo en un completo abandono por falta de mantención, incluso se consideró la demolición y la posterior construcción de un centro comercial en el lugar. Sin embargo, en 2005, con la ayuda de verdaderos aficionados y gente desinteresada, el club resurgió y se comenzó a remodelar el estadio, sin embargo, por falta de recursos, las obras no se desarrollaron como se esperaba. Sin embargo, a finales de 2017 comienza una importante renovación del estadio convirtiéndolo en un recinto moderno y sencillo. La renovación amplió la capacidad del estadio a 10.500 espectadores.
En 2018 el Atlético vuelve a disputar un partido oficial sobre el terreno, luego de utilizar el Estadio Olímpico Pedro Ludovico Teixeira por cerca de tres temporadas.
En 2020, el Atlético Clube Goianiense decidió renovar el estadio nuevamente para poder utilizar el Castelo do Dragão en la primera división del campeonato brasileño de fútbol. La renovación incluyó la sala del VAR en el estadio, la ampliación de las gradas y el banco de reserva, la mejora de los reflectores y el sistema de drenaje del campo. La reforma de 2020 generó un aumento de capacidad hasta las 12.500 plazas.
En 2021 debuta como estadio internacional con la participación del Atlético Goianiense en la Copa Sudamericana 2021.

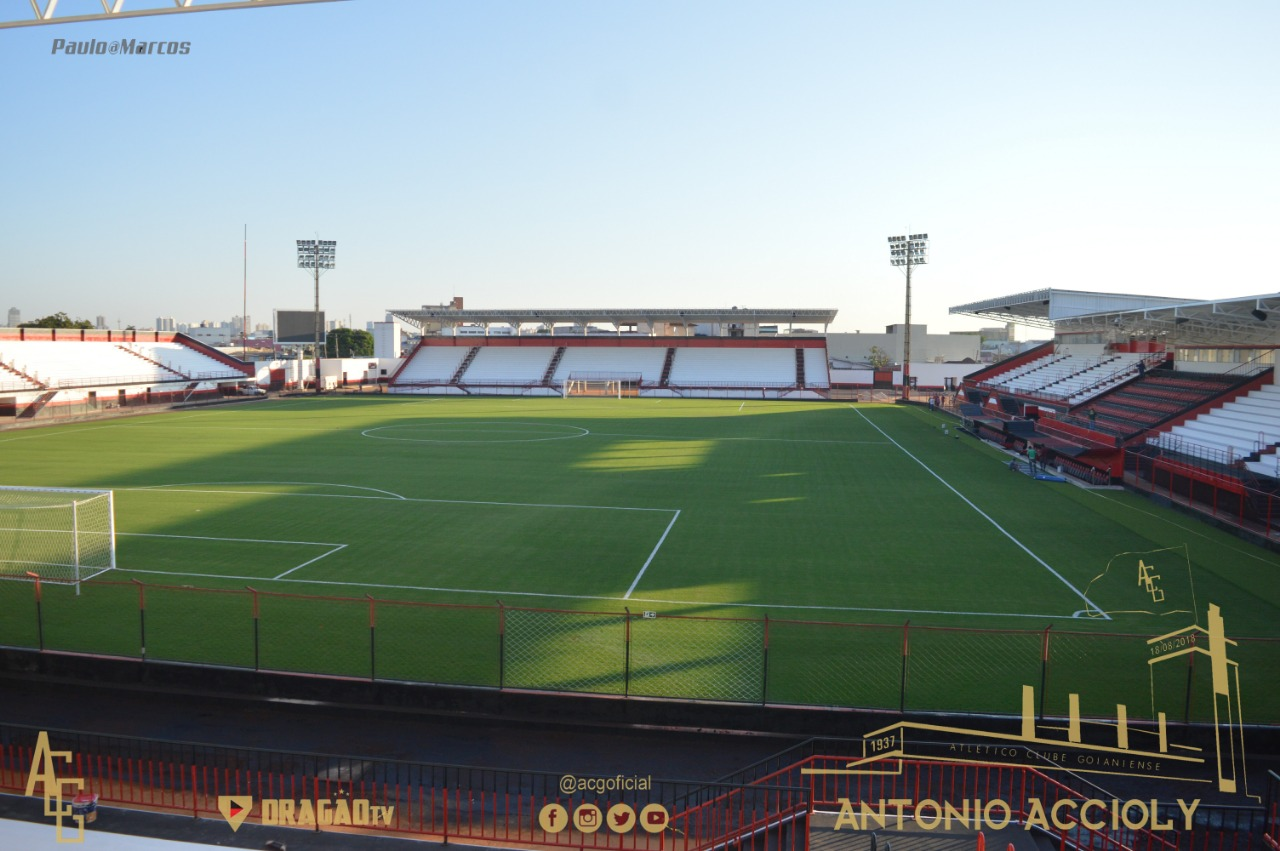